# Subtònica
En música, la subtònica és el setè grau, possiblement rebaixat, d'una escala, de manera que forma un interval de sèptima menor respecte a la tònica. És doncs, diferent de la sensible, la qual forma un interval de sèptima major respecte a la tònica. Per exemple, en l'escala de la menor, la subtònica és el sol, mentre que la sensible és el sol sostingut. L'acord de subtònica està format pel sol, el si i el re.
En teoria de la música, l'acord tríada major de subtònica se simbolitza per {\displaystyle \flat }VII, i el menor per {\displaystyle \flat }vii. En una tonalitat menor és habitual ometre el símbol del bemoll.
En música clàssica rarament s'usa l'acord de subtònica en tonalitats majors, per bé que forma part dels acords de la tonalitat de la subdominant. En tonalitats menors l'acord de subtònica, malgrat ser-hi diatònic, tampoc no és d'ús molt freqüent com a subtònica, ja que de fet és l'acord de dominant de la tonalitat relativa major. En canvi, la subtònica és bastant usual en pop, rock i jazz.